# کوه آقبت
کوه آقبت (به قزاقی: Akbet) یک کوه در قزاقستان است که در شهرستان بایاناول واقع شده‌است. کوه آقبت ۱٬۰۲۲ متر بالاتر از سطح دریا واقع شده‌است.